# Burge Lake Provincial Park
Burge Lake Provincial Park är en provinspark i Manitoba i Kanada. Den ligger vid Burge Lake i kommunen Lynn Lake i provinsens nordvästra del.